# Jenaro García-Arreciado
José Jenaro García-Arreciado Batanero, né le 24 avril 1947 à Huelva et mort le 9 septembre 2024, est un homme politique espagnol membre du Parti socialiste ouvrier espagnol (PSOE).

## Biographie
José Jenaro García-Arreciado Batanero naît le 24 avril 1947 à Huelva. Il est diplômé de l'École technique supérieure des ingénieures industriels de Séville et devient ensuite gérant d'entreprise municipale. Membre du Congrès des députés pour la circonscription de Huelva entre 1982 et 1998, il est délégué du gouvernement espagnol à Ceuta de 2006 à 2008,,.
Il adhère au Parti socialiste ouvrier espagnol (PSOE) et à l'Union générale des travailleurs (UGT) en 1975. Il siège notamment au comité fédéral du PSOE et à la commission exécutive régionale (CER) du Parti socialiste ouvrier espagnol d'Andalousie (PSOE-A),.
Il meurt à 77 ans le 9 septembre 2024.